# New-York-City-Marathon 1971
Der New-York-City-Marathon 1971 war die 2. Ausgabe der jährlich stattfindenden Laufveranstaltung in New York City, Vereinigte Staaten. Der Marathon fand am 19. September 1971 statt.
Bei den Männern gewann Norm Higgins in 2:22:54 h und bei den Frauen Beth Bonner in 2:55:22 h.

## Ergebnisse

### Männer
| Platz | Athlet           | Land               | Zeit (h) |
| ----- | ---------------- | ------------------ | -------- |
| 01    | Norm Higgins     | Vereinigte Staaten | 2:22:54  |
| 02    | Chuck Ceronsky   | Vereinigte Staaten | 2:33:21  |
| 03    | Max White        | Vereinigte Staaten | 2:33:52  |
| 04    | Tom Derderian    | Vereinigte Staaten | 2:37:13  |
| 05    | Hugh Sweeny      | Vereinigte Staaten | 2:37:42  |
| 06    | John Garlepp     | Vereinigte Staaten | 2:38:53  |
| 07    | William Kinsella | Vereinigte Staaten | 2:40:11  |
| 08    | Agustin Calle    | Vereinigte Staaten | 2:40:33  |
| 09    | Bill Gordon      | Vereinigte Staaten | 2:40:36  |
| 10    | Eric Walther     | Vereinigte Staaten | 2:40:52  |

### Frauen
| Platz | Athletin        | Land               | Zeit (h) |
| ----- | --------------- | ------------------ | -------- |
| 01    | Beth Bonner     | Vereinigte Staaten | 2:55:22  |
| 02    | Nina Kuscsik    | Vereinigte Staaten | 2:56:04  |
| 03    | Sara Mae Berman | Vereinigte Staaten | 3:08:46  |
| 04    | Pat Tarnawsky   | Vereinigte Staaten | 4:45:37  |